# 2025年阿塞拜疆—俄罗斯外交危机
阿塞拜疆—俄罗斯外交危机是阿塞拜疆与俄罗斯之间持续进行中的外交危机。危机始于2025年6月，当时俄罗斯以调查2001年一起谋杀案为由逮捕了数名阿塞拜疆裔居民。阿塞拜疆对此作出回应，关闭了俄罗斯卫星通讯社的办公室，并逮捕了在那里工作的俄罗斯公民。

## 背景

### 俄罗斯与亚美尼亚和阿塞拜疆的关系
俄罗斯是亚美尼亚的传统盟友，亚美尼亚是集体安全条约组织（CSTO）的成员国。俄罗斯曾斡旋亚美尼亚和阿塞拜疆达成停火协议，结束了第二次纳戈尔诺-卡拉巴赫战争。然而，自2023年阿塞拜疆在纳戈尔诺-卡拉巴赫发动攻势，导致纳戈尔诺-卡拉巴赫地区超过10万亚美尼亚族人流离失所后，两国关系恶化。俄罗斯当时正忙于入侵乌克兰，未能向亚美尼亚提供援助，亚美尼亚随后转向欧洲寻求盟友。在接下来的几个月里，俄罗斯开始与阿塞拜疆更加紧密地结盟，支持赞格祖尔走廊，这是阿塞拜疆提出的将本土与飞地纳希切万连接起来的设想，引起了亚美尼亚和伊朗的愤怒。
2024年12月，一架阿塞拜疆航空的E190型客机（阿塞拜疆航空8243号班机）在哈萨克斯坦阿克套附近坠毁，机上67名乘客中38人遇难。由于乌克兰无人机袭击了俄罗斯南部地区，俄罗斯加强了防空警戒，导致飞机被俄罗斯的铠甲导弹系统击中。阿塞拜疆总统伊利哈姆·阿利耶夫要求俄罗斯正式道歉和赔偿，并声称俄罗斯希望飞机坠毁在里海，这样证据就会丢失。该事件导致两国关系严重恶化。
阿利耶夫没有参加2025年莫斯科胜利日阅兵，而是参观了第二次卡拉巴赫战争纪念场所。他的冷落凸显了两国关系的恶化程度。

### 对阿塞拜疆裔的刑事调查
2001年，一名男子在叶卡捷琳堡一家餐馆附近被刺身亡。当时当地媒体报道称，该男子临死前曾向警方低声吐露凶手的名字。涉嫌行凶者和受害者均为阿塞拜疆裔。
2025年6月26日，俄罗斯对阿塞拜疆寡头、阿利耶夫的友人阿拉斯·阿加拉罗夫提起刑事诉讼。

## 危机爆发

### 俄罗斯逮捕阿塞拜疆裔居民
2025年6月27日，俄罗斯警方在对2001年谋杀案进行刑事调查的过程中逮捕了多名阿塞拜疆裔居民，警方称该谋杀案涉及有组织犯罪。两名被捕男子在拘留期间死亡，他们的遗体被送回阿塞拜疆，后经查明，他们死于“多处受伤引起的创伤后休克”，阿塞拜疆将此归咎于俄罗斯警方的暴行。

### 阿塞拜疆逮捕俄罗斯公民
作为报复，阿塞拜疆警方突袭了位于巴库的俄罗斯卫星通讯社办公室，逮捕了七名员工。另有几名被控贩毒的俄罗斯人被捕。据悉，这些被拘留者此前并无犯罪记录，但在拘留期间遭到殴打和瘀伤。一些被捕的俄罗斯人是难民，他们在2022年俄罗斯宣布军事动员后逃往阿塞拜疆，以避免在乌克兰服役。

## 各方反应

### 俄罗斯
俄罗斯试图淡化这场危机，外交部发言人玛丽亚·扎哈罗娃表示，俄罗斯和阿塞拜疆“友好关系非常重要”。克里姆林宫新闻秘书德米特里·佩斯科夫指责阿塞拜疆情绪化，而乌克兰等第三方“会尽一切努力火上浇油”。俄罗斯外交部召见阿驻俄大使，要求尽快释放被拘留的俄方人士。被拘留者遭到阿塞拜疆警方殴打的画面在俄罗斯引发了强烈争议，阿塞拜疆被指责将俄罗斯人当作人质，一些人鼓励政府进行报复。

### 阿塞拜疆
阿塞拜疆文化部取消了俄罗斯在阿塞拜疆举办的一系列文化活动，国民议会取消了原定的莫斯科之行。外交部召见俄罗斯驻阿代表表示抗议，要求对死亡事件进行调查，对责任人进行惩罚，对受害者进行赔偿，阿塞拜疆称这些步骤“对于消除双边关系中的负面气氛至关重要”。2025年7月10日，阿塞拜疆总统阿利耶夫同亚美尼亚总理帕希尼扬在阿布扎比举行会谈，这是两国首次在没有俄罗斯参与下举行谈判，两国均有意推动双边关系正常化。

### 乌克兰
乌克兰指责俄罗斯加强在亚美尼亚的军事基地，以“破坏”高加索地区的稳定。亚美尼亚对此予以否认。乌克兰总统泽连斯基与阿塞拜疆总统阿利耶夫通话，对阿塞拜疆人在叶卡捷琳堡遇害事件表示哀悼，表达了在当前局势下对阿塞拜疆的支持。

### 联合国
联合国秘书长新闻秘书斯特凡纳·迪雅里克在回答记者提问时表示，联合国密切关注两国发生的事件，希望两国通过外交渠道解决所有争端。